# One Nation Under a Groove
«One Nation Under a Groove» — песня группы Funkadelic 1978 года. Это была титульная песня альбома One Nation Under a Groove.
В США песня «One Nation Under a Groove» была издана как сингл. В танцевальном чарте журнала «Билборд» (Billboard Club Play Singles) этот сингл поднялся на 31-е место, кроме того песня побывала на 28-й позиции в Billboard Hot 100 и шесть недель держалась на 1-м месте соульного чарта «Билборда» — дольше, чем любой другой сингл в 1978 году
В США сингл с ней был сертифицирован золотым за продажи более чем миллиона копий. Это был первый сингл группы Funkadelic, продавшийся в миллионе экземпляров, и третий продавшийся в миллионе экземпляров сингл у всего проекта P-Funk.
В 2004 году журнал Rolling Stone поместил песню «One Nation Under a Groove» в исполнении группы Funkadelic на 474-е место своего списка «500 величайших песен всех времён».
Британский музыкальный журнал New Musical Express также включил эту песню в свой (опубликованный в 2014 году) список «500 величайших песен всех времён», на 319-е место.
Кроме того, песня «One Nation Under a Groove» в исполнении группы Funkadelic входит в составленный Залом славы рок-н-ролла список 500 Songs That Shaped Rock and Roll.